# 第160独立機械化旅団 (ウクライナ陸軍)
第160独立機械化旅団（だい160どくりつきかいかりょだん、ウクライナ語: 160-та окрема механізована бригада）は、ウクライナ陸軍の旅団。西部作戦管区隷下。

## 概要

### ロシアのウクライナ侵攻
2024年6月25日、ロシアのウクライナ侵攻の影響に伴い、ウクライナ国外の動員兵を基幹にリヴィウ州で創設され、ポーランドで新兵訓練を受けた。